# Surendra oligosema
Surendra oligosema är en fjärilsart som beskrevs av Johannes Karl Max Röber 1927. Surendra oligosema ingår i släktet Surendra och familjen juvelvingar. Inga underarter finns listade i Catalogue of Life.